# Djuptjärnen (Särna socken, Dalarna, 683104-134585)
Djuptjärnen är en sjö i Älvdalens kommun i Dalarna och ingår i Dalälvens huvudavrinningsområde.